# Sonia (prénom)
Sonia est un prénom féminin porté dans de nombreuses régions du monde telles qu'en Occident, en Russie, en Iran, au Pakistan, en Inde ou encore Laos. Selon les régions du monde d'où il est originaire, ce prénom possède des sens différents.

## Sens et origine du nom
Pour les Européens, le nom est dérivé de « Σoφíα » (Sophia, en français : Sophie), un nom grec qui signifie la « sagesse », puis « Amour ». Sonia a ses variantes orthographiques Sonja, Sonya, Szonja. Dans le monde anglophone, le prénom a été popularisé par le roman Sonia, best-seller de Stephen McKenna, en 1917.
Le prénom se retrouve dans le mot philosophie composé de deux termes : philo (qui signifie amour) et sophia (sagesse).

## Informations générales
- Le prénom Sonia figure au 20e rang des prénoms les plus donnés en France en 1975 ;
- Le prénom Sonia figure au 87e rang des prénoms les plus donnés en France depuis 1940 ;
- Le prénom Sonia a été le plus donné en France en 1974 ;
- 74 928 personnes ont été prénommées Sonia en France depuis 1940 ;
- Sonia est fêtée le 25 mai en Occident et le 18 septembre en Orient[2];
- 248 enfants nés en 2004 ont reçu pour prénom Sonia ;

## Variantes linguistiques
- allemand - Sonja
- arabe - صونيا - سنية
- anglais - Sonya, Sonia
- espagnol - Sonia
- français - Sonia (anciennement Saunia ou Saulnia - parfois encore utilisés en France, malgré leur désuétude au Canada)
- hongrois - Szonja, Szoszka, Szonika, Szoni, Szoszi, Szoszo, Szonici, Szonjus
- italien - Sonia
- russe - Соня (Sonia)
- serbe - Соња (Sonja)
- suédois - Sonja
- tchèque et slovaque - Soňa